# Maja Pawelke
Maja Pawelke (* 1982 in Wuppertal) ist eine deutsche Klarinettistin und Musikpädagogin.

## Leben
Pawelke studierte an der Hochschule für Musik und Tanz Köln bei Ralph Manno und an der Juilliard School bei Charles Neidich. Sie sammelte erste Erfahrungen als Orchestermusikerin im Landes- und Bundesjugendorchester, in der Jungen Deutschen Philharmonie und an der Komischen Oper Berlin und ist seit 2011 stellvertretende Soloklarinettistin des Niedersächsischen Staatsorchesters Hannover. Nach Lehrtätigkeiten an städtischen Musikschulen von Mönchengladbach, Neuss und Frechen ist sie seit 2013 ständige Gastdozentin an der Hochschule für Musik, Theater und Medien Hannover.
2009 war Pawelke Preisträgerin bei der Beijing International Music Competition. Sie gewann den Louis-Spohr-Förderpreis Kassel und gewann mit dem Trio Thaleia den Zweiten Preis und den Sonderpreis der Johannes-Brahms-Gesellschaft Hamburg für die beste Interpretation eines Werkes von Brahms beim Internationalen Johannes Brahms Kammermusikwettbewerb in Danzig. Als Kammermusikerin trat sie u. a. in der Carnegie Hall, der Konzerthalle Peking, der Tonhalle Düsseldorf und im DANK Haus German American Cultural Center in Chicago auf und unternahm eine Konzerttournee mit dem Trio Thaleia nach Indonesien, Kambodscha und Myanmar. Solistische Auftritte hatte sie u. a. mit den Bergischen Symphonikern, der Sinfonietta Wuppertal, dem Ford-Orchester Köln und den Chinesischen Philharmonikern.
Auf dem Gebiet der zeitgenössischen Musik wirkte Pawelke 2003 an der Uraufführung und CD-Aufnahme von Karlheinz Stockhausens Werk Rechter Augenbrauentanz mit. Mit dem Sharoun Ensemble der Berliner Philharmoniker spielte sie 2009 beim Zermatt Festival die Uraufführung von Matthias Pintschers Celestial Object II.